# Chiesa di Tekor
La chiesa di Tekor (in armeno Տեկորի տաճար?) anche chiamata basilica di Tekor, era una chiesa situata nei pressi del centro abitato di Digor nell'Anatolia Orientale in Turchia, un tempo territorio armeno, e intitolata a San Sarkis (San Sergio).

## Storia
Secondo la datazione effettuata da Josef Strzygowski la sua edificazione risaliva al V secolo. 
Costruita forse sui resti di un tempio pagano un'iscrizione sull'entrata occidentale ne attribuisce la costruzione ad un principe chiamato Sahak Kamsarakan e la consacrazione da parte del patriarca Yohan Mandakuni. Le iscrizioni datate intorno al 480 sono tra le più antiche iscrizioni ritrovate in lingua armena.
Durante il regno bagratide era chiamata chiesa della Santa Trinità.
Subì gravi danni durante un terremoto del 1912 (secondo altre fonti fu un fulmine) quando crollarono la cupola, gran parte del tetto e la facciata meridionale, un altro terremoto nel 1936 causò ulteriori danni. 
Pietre e materiali vennero usati per costruire il municipio della cittadina, demolito a sua volta negli anni 1970.
Ne rimangono rovine e tracce delle fondazioni.
La chiesa era a tre navate e sovrastata da una cupola in pietra considerata una delle più antiche dell'Armenia.